# Cirey-sur-Vezouze
Cirey-sur-Vezouze è un comune francese di 1 767 abitanti situato nel dipartimento della Meurthe e Mosella nella regione del Grand Est.

## Società

### Evoluzione demografica
Abitanti censiti